# Niels Erik Andersen
Niels Erik Andersen (født d. 25. september 1945) er en tidligere dansk fodboldspiller.

## Karriere
Niels Erik Andersen spillede hele karrieren som innerwing i Vejle Boldklub. Han opnåede at vinde sølvmedaljer med klubben i 1965 og deltog desuden i pokalfinalen i 1968, der blev tabt 3-1 til Randers Freja.
Som resultat af hans gode præstationer som klubspiller opnåede Niels Erik Andersen 9 kampe på Danmarks U-21 landshold og 2 A-landskampe.
Han spillede sin afskedskamp for Vejle Boldklub d. 24. november 1968.